# 헤라클레스 (1995년 드라마)
《헤라클레스》(영어: Hercules: The Legendary Journeys)는 1995년부터 1999년까지 미국에서 방영된 드라마이다.